# Palisandru

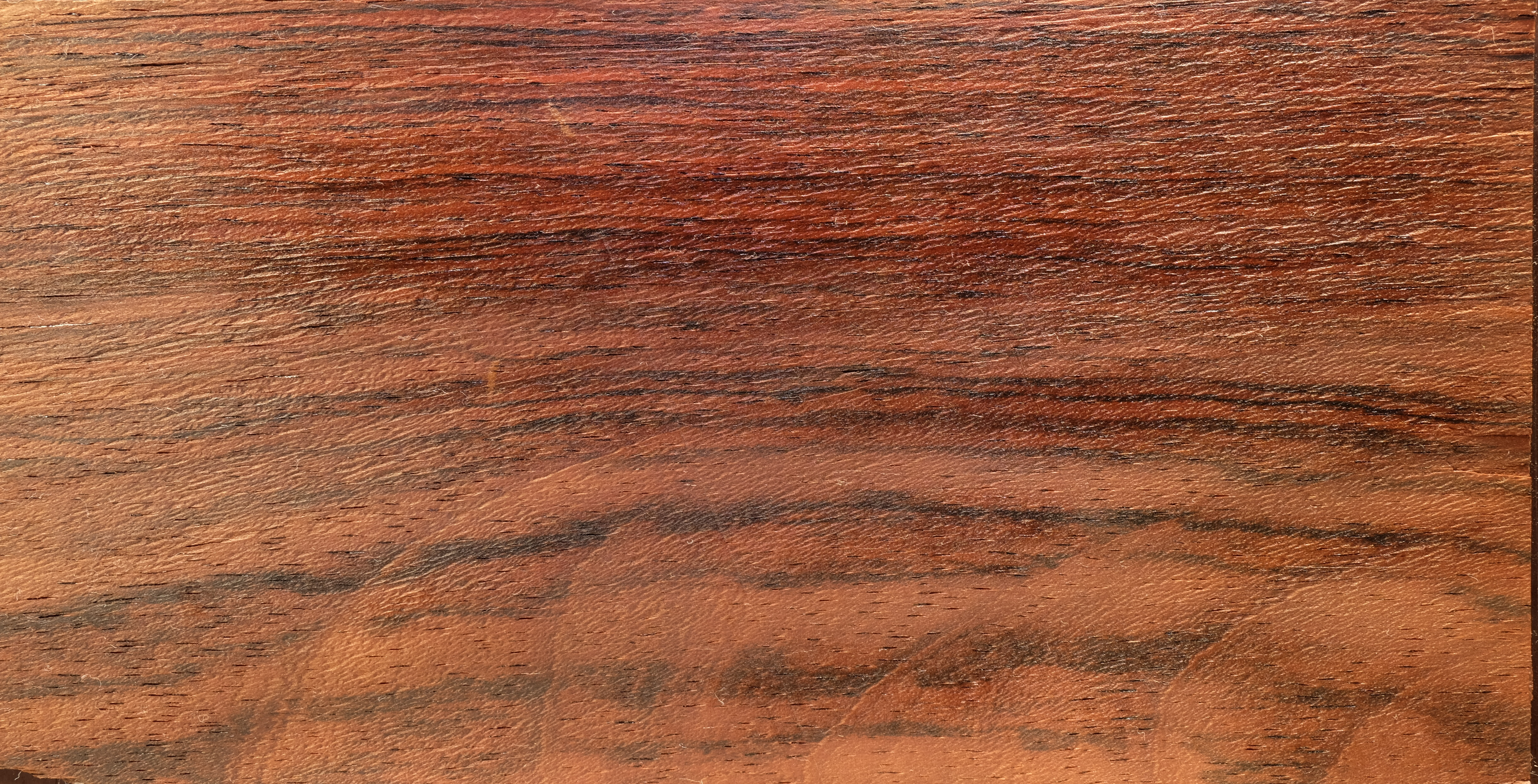
Furnir de palisandru de Rio, tratat cu ulei

Palisandrul este un arbore exotic, cu înălțimi de până la 30 de m, cu diametre de 40-50 de cm, cu flori mari, albastre sau roșii, și cu un lemn cu miros plăcut, foarte tare și dens, de culoare neagră-violetă, care crește în zonele tropicale din India (Dalbergia latifolia - palisandru indian), America (Dalbergia nigra - palisandru brazilian sau palisandru de Rio) și Madagascar.

## Utilizare
Lemnul palisandrului este folosit pentru sculptură în lemn, tâmplărie fină, furniruri și parchet.
Un alt domeniu de utilizare este cel al instrumentelor muzicale. Dintre instrumentele de suflat, fagotul francez este fabricat din palisandru de Rio. Gâtul și cordarul unor instrumente cu coarde (vioară, violă, violoncel și contrabas) se confecționează tot din palisandru. La fel și gâtul (griful in fapt) la unele modele de chitară. Tot din palisandru se fac și lamelele de la xilofon și marimbafon.
Din palisandru (Dalbergia baronii) se extrage un ulei eteric folosit în aromoterapie, deoarece îmbunătățește fluxul sanguin cerebral, are un efect general de echilibrare asupra sistemului nervos central, este un modulator imunitar natural și are un puternic efect afrodiziac.
Deoarece în limba engleză se numește indian rosewood, de multe ori denumirea acestei esențe de lemn este tradusă eronat în limba română ca lemn de trandafir.